# 李昊冉
李昊冉，中國指揮家，畢業於中央音樂學院、德國柏林漢斯艾斯勒音樂學院，現任北京交響樂團常任指揮。
2024年6月他被馬林斯基劇院任命為終身客座指揮，成為劇院242年歷史上首位擔任此職位的亞洲指揮。

## 生平
李昊冉出生於一个音樂家庭，自幼學習鋼琴。2003年起，他隨中央音樂學院指揮教育家徐新學習指揮。2005年考入中央音樂學院指揮系，師從夏小湯教授。在校期間，他多次執棒中國青年交響樂團，並於2007年受邀參加日本京都的小澤徵爾音樂塾，指揮小澤徵爾音樂塾交響樂團。同年9月，在北京國際音樂節上，他接受了指揮家丹尼爾·巴倫波伊姆的親自指導。2010年，李昊冉畢業於中央音樂學院，並以第一名成績進入德國柏林漢斯·艾斯勒音樂學院攻讀碩士，師從克里斯蒂安·愛德華教授和漢斯-迪特·鮑姆教授，並於2017年獲得該校最高音樂家文憑（Konzertexamen）。
他曾多次獲得全額獎學金，參與如美國阿斯本音樂節、日本小澤徵爾音樂塾和匈牙利Péter Eötvös基金會的指揮培訓項目。2012至2013年間，李昊冉連續兩年入選德國《Dirigentenwerkstatt Interaktion Berlin》項目，該項目由柏林愛樂樂團、柏林音樂廳管弦樂團、柏林國立歌劇院以及慕尼黑愛樂樂團的首席音樂家合作。
2014年，李昊冉在羅馬尼亞布加勒斯特國際指揮大賽中獲得冠軍。同年，他在喬治·艾內斯庫國際音樂節上首次登台，與喬治·艾內斯庫愛樂樂團合作演出。此後，他在各大国际比赛中所获的奖项包括2018年於巴黎舉行的第四屆葉夫根尼·斯韋特拉諾夫國際指揮比賽，獲得法國廣播愛樂樂團大獎及最佳觀眾票選獎、2019年第56屆貝桑松國際指揮比賽獲獎，以及2022年在首屆拉赫瑪尼諾夫國際音樂大賽指揮家單元獲得第三名。
在過去的樂季中，李昊冉與馬林斯基樂團合作演出，並與柴可夫斯基交響樂團在柴可夫斯基大廳合作。此外，他還與俄羅斯鋼琴大師丹尼斯·馬祖耶夫及女高音阿依達·嘉麗弗莉娜在莫斯科愛樂大廳與青年國家交響樂團合作，演出並全球直播。
李昊冉也與丹麥哥本哈根皇家歌劇院合作多場演出，並在義大利威爾第音樂節上與托斯卡尼尼愛樂樂團首次登台，受到了音樂界的讚譽。此外他還以客席指揮的身份執棒菲律賓國家愛樂樂團、德國下薩克森州歌劇院樂團、韃靼斯坦國家交響樂團、雅庫茨克愛樂樂團等。
在2023/24樂季中，他與馬林斯基劇院合作多部歌劇，指揮了普契尼的《蝴蝶夫人》、威爾第的《茶花女》、《納布科》、理查·史特勞斯的《納克索斯島的阿里阿德涅》、莫扎特的《唐·喬望尼》及董尼采第的《寵姬》等。此外，他二度參斯特拉文斯基音樂節並在馬林斯基白夜銅管音樂節開幕式上演出理查施特勞斯《阿爾卑斯交響曲》以及斯特拉文斯基《春之祭》。他還與俄羅斯國家管弦樂團首次合作，並在克拉斯諾亞爾斯克歌劇院指揮普契尼的《托斯卡》。
在2024/25樂季中，李昊冉將在多個劇院指揮威爾第的《馬克白》、《命運之力》、普契尼的《杜蘭朵》、莫扎特的《魔笛》、巴爾托克的《藍鬍子公爵的城堡》及芭蕾舞劇《神奇的滿大人》。同時，他還將指揮理查·史特勞斯的《英雄的生涯》、馬勒和蕭士塔科維契的多部交響樂作品。

## 合作樂團
李昊冉曾作為客座指揮與多個知名國際樂團合作，包括：马林斯基剧院交响乐团、丹麦皇家歌劇院管弦乐团、柏林音樂廳管弦樂團、
俄羅斯國家管弦樂團、法國廣播愛樂樂團、柴可夫斯基交響樂團、莫斯科愛樂樂團、德國廣播愛樂樂團、阿圖羅·托斯卡尼尼愛樂樂團、喬治·艾內斯庫愛樂樂團、德意志交響樂團、萊比錫中德廣播交響樂團、羅馬尼亞國家廣播交響樂團、韃靼斯坦國家交響樂團、菲律賓國家愛樂樂團、新西伯利亞愛樂樂團、聖彼得堡城市交響樂團、摩爾多瓦愛樂樂團、巴納特愛樂樂團、布蘭登堡交響樂團、溫哥華交響樂團、克拉斯諾亞爾斯克國家歌劇芭蕾舞劇院管弦樂團、德國下薩克森州歌劇院管弦樂團。
李昊冉曾與中國愛樂樂團、國家大劇院管弦樂團、深圳交響樂團、無錫交響樂團、杭州愛樂樂團、廣州交響樂團、貴陽交響樂團、廈門愛樂樂團、四川交響樂團、四川愛樂樂團、西安交響樂團、長沙交響樂團、廣西交響樂團等樂團多次合作演出。2019至2020年，他被委任為中國愛樂樂團助理指揮。